# Elisha Cooke

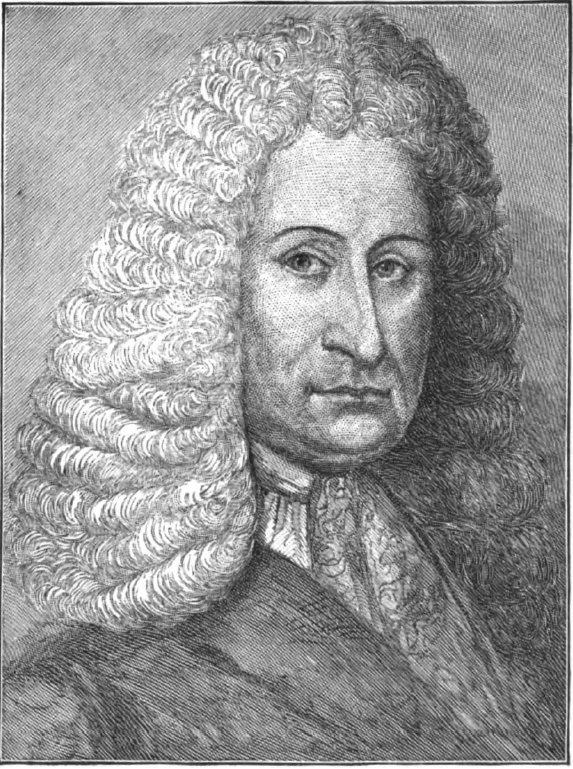
Elisha Cooke

Elisha Cooke (* 16. September 1637 in Boston, Massachusetts Bay Colony; † 31. Oktober 1715, ebenda) war ein Arzt, Politiker und Geschäftsmann, der im Jahr 1683 Sprecher im Repräsentantenhaus von Massachusetts war. Er war der Führer der Popular Party, einer Fraktion im Repräsentantenhaus, die sich dem Eingriff von königlichen Beamten auf die kolonialen Rechte, die in der Massachusetts-Charta verkörpert wurden, widersetzten.

## Leben
Cooke wurde am 16. September 1637 als Sohn des Schneiders Richard Cooke und seiner Frau Elizabeth Cooke geboren. Richard und Elizabeth Cooke stammten aus Gloucestershire. Er wurde am 5. November 1637 getauft. Er studierte an der Harvard University und machte dort im Jahr 1657 seinen Abschluss in einer Klasse mit sechs anderen Studenten. In der Rangliste der Klasse befand er sich auf Platz 5. Das bedeutete, dass er einer unbedeutenden Familie entstammte. Danach ließ er sich als Arzt in Boston nieder. Daneben war er auch politisch tätig und wurde im Jahr 1673 Freeman.
Elisha Cooke heiratete im Jahr 1668 Elizabeth Leverett, die Tochter von John Leverett. Durch diese Ehe erlangte er direkt politische und gesellschaftliche Bedeutung. Mit ihr hatte er einen Sohn Elisha Cooke jr., der ebenfalls in der Kolonialpolitik tätig war.
Als Repräsentant für Boston wurde er 1681 in die Kolonialversammlung gewählt. Er gehörte in führender Stellung zu denen, die sich gegen die Entsendung von Agenten nach England aussprachen um über Handelsvereinbarungen zu verhandeln. Die Kolonialverwaltung stand seit Anfang der 1660er Jahre zunehmend im Fokus von Karl II. und seit den späten 1670er Jahren kam sie ernsthaft unter Druck. Der 1676 nach Neuengland zur Eintreibung von Steuern und zur Durchsetzung der Navigationsakten entsandte Edward Randolph dokumentierte eine Reihe von Vorfällen und Problemen und trug diese dem Board of Trade in London vor. Der Versammlung gehörte er bis 1683 an, in dem Jahr auch als Sprecher des Hauses. In den Jahren 1884, 1885 und 1886 war er ein Gefolgsmann von Joseph Dudley. Als Dudley jedoch 1886 zum Ratspräsident in Neuengland ernannt wurde, beendete Cooke die Gefolgschaft. Im Mai 1693 wurde er in das Gremium der Berater gewählt, jedoch weigerte sich Gouverneur William Phips die Wahl zu ratifizieren, da Cooke seine Ernennung zum Oberbefehlshaber ablehnte. 1694 wurde er erneut gewählt und da Phips nach England abberufen wurde, trat er das Amt an. Zum Richter am Massachusetts Supreme Judicial Court wurde er 1965 ernannt und übernahm die Stelle von John Richards, der zuvor verstorben war. 1701 wurde er Nachfolger von William Stoughton als Judge of Probate.
Cooke war vertraulicher Berater von Richard Coote dem Earl of Bellomont und Kolonialgouverneur der Province of Massachusetts Bay, der Province of New Hampshire und der Provinz New York. Er hatte Coote in New York kennengelernt, als dieser auf dem Weg nach Massachusetts war, um sein Amt anzutreten. Mit Coote pflegte Cooke einen intensiven Briefverkehr.
Da Cooke im Jahr 1689 dem Gremium angehörte, welches Dudley für drei Monate ins Gefängnis brachte, hasste Dudley ihn und als dieser im Jahr 1702 zum Gouverneur ernannt wurde entzog ihm Dudley das Richteramt. Cooke stand immer in Opposition zu den amtierenden Gouverneuren, jedoch verband ihn mit Dudley eine besondere Feindschaft, die sich in vielen Reden sowohl von Cooke als auch von Dudley manifestierte. Erst im Jahr 1715 fand eine Annäherung statt. Bei den Wahlen im Mai opportunierte Dudley nicht gegen Cooke, dieser wurde gewählt, starb jedoch im Oktober des Jahres.